# Stiuttjärnen
Stiuttjärnen är en sjö i Arvidsjaurs kommun i Lappland och ingår i Byskeälvens huvudavrinningsområde. Stiuttjärnen ligger i Byskeälven Natura 2000-område.